# 飯塚克美
飯塚 克美（いいづか かつみ、1949年7月8日 -）は、日本の実業家。バイ・デザイン社長。元デルコンピュータ日本法人社長、アキア社長。

## 人物
明治大学経営学部卒業後、外資系企業を経て、1988年にデルコンピュータ日本法人社長に就任。日本市場における、その後の「デルコンピュータ」ブランド躍進の基盤を築いた。
1995年、アキアを立ち上げ、低価格で優れたデザインのPCを、ファブレスで生産し、ダイレクトマーケティングで販売するというビジネスモデルを導入。年商120億円を上げるまでに成長したが、Macintosh互換機がAppleの方針転換で販売できなくなったことをきっかけに経営が悪化。カシオ計算機の傘下で立て直しを図ったが、2001年に社長から退任。
2003年、バイ・デザインを設立。主に薄型液晶テレビなどを取扱い、アキアと同様に工場を所有せず、商品企画・販売に特化した「マーケティングカンパニー」として、数十名程度の社員規模ながら、世界を代表するウォルマート、コストコ、ヨドバシカメラといった大手家電量販店にて販売する体制を築き上げた。
先鋭的なビジネスモデルで実績を上げることで注目を集め、『日経スペシャル ガイアの夜明け』、『日経スペシャル カンブリア宮殿』といった経済番組へ出演するなど、メディアで動向が注目され、2006年には73億円の年商を上げるなど急成長を遂げた。2011年に市場変化等により同社を廃業した後は、ファイア・ディ株式会社を立ち上げ（2014年にSTYLED株式会社に社名変更）、海外数カ所に拠点を構え事業を継続中である。

## 略歴
- 1949年7月8日 - 東京都に出生。
- 1972年 - 明治大学経営学部卒業。
- 1975年 - 米国ラジオシャック入社。
- 1987年 - 米国デルコンピュータ入社。
- 1988年 - デルコンピュータ日本法人代表取締役社長に就任。
- 1995年 - アキアを設立し、代表取締役社長に就任。
- 2001年 - アキア代表取締役社長から退任。
- 2003年6月16日 - バイ・デザインを設立し、代表取締役社長に就任。

## テレビ番組
- 日経スペシャル ガイアの夜明け 敗者復活 〜ベンチャー社長の再挑戦〜（2004年1月27日、テレビ東京）[1]。
- 日経スペシャル カンブリア宮殿 「他社の力を使え！ ～格安薄型テレビの魔術師～」（2007年6月11日、テレビ東京）- バイ・デザイン 社長として出演[2]。